# Álex Rodríguez
Álex Raúl Rodríguez Ledezma (ur. 5 sierpnia 1990 w mieście Panama) – panamski piłkarz występujący na pozycji bramkarza, reprezentant Panamy, od 2023 roku zawodnik Tauro.

## Kariera klubowa
Rodríguez jest wychowankiem klubu Sporting San Miguelito, w którego barwach 21 lipca 2012 w wygranym 1:0 meczu z Plazą Amador zadebiutował w Liga Panameña de Fútbol. Od razu wywalczył sobie pewne miejsce między słupkami zespołu a kilka miesięcy później, w wiosennych rozgrywkach Clausura 2013, zdobył z ekipą prowadzoną przez José Anthony'ego Torresa pierwsze w historii Sportingu mistrzostwo Panamy. Został także wówczas wybrany najlepszym bramkarzem sezonu w lidze panamskiej. W 2015 przeszedł do San Francisco FC.

## Kariera reprezentacyjna
W 2012 roku Rodríguez został powołany do reprezentacji Panamy U-23 na turniej kwalifikacyjny do Igrzysk Olimpijskich w Londynie. Tam nie potrafił się jednak przebić do wyjściowej jedenastki i przesiedział na ławce rezerwowych wszystkie trzy spotkania, będąc jedynie alternatywą dla Luisa Mejíi. Jego kadra zanotowała wówczas zwycięstwo i dwa remisy, lecz ostatecznie nie zdołała zakwalifikować się na olimpiadę.
W seniorskiej reprezentacji Panamy Rodríguez zadebiutował za kadencji selekcjonera Julio Césara Dely Valdésa, 13 stycznia 2013 w wygranym 2:0 meczu towarzyskim z Gwatemalą. Kilka dni później znalazł się w składzie na turniej Copa Centroamericana, gdzie jednak pozostawał jedynie rezerwowym dla Jaime Penedo i ani razu nie pojawił się na boisku, a jego zespół zajął ostatecznie piąte miejsce. W tym samym roku został powołany na Złoty Puchar CONCACAF.